# Raión de Volokónovka
El raión de Volokónovka (ruso: Волоко́новский райо́н) es un distrito administrativo y municipal (raión) ruso perteneciente a la óblast de Bélgorod. Se ubica en el sur de la óblast. Su capital es Volokónovka.
En 2021, el raión tenía una población de 29 276 habitantes.
El raión es fronterizo al suroeste con Ucrania.

## Subdivisiones
Comprende 82 localidades, agrupadas en catorce ayuntamientos, que son los asentamientos de tipo urbano de Volokónovka (la capital distrital) y Piátnitskoye y los siguientes doce asentamientos rurales:
- Borísovka
- Volchya Alexándrovka
- Golofeyevka
- Grushevka
- Pogromets
- Pokrovka
- Repyevka
- Staroivánovka
- Tishanka
- Foshchevatovo
- Shidlovka
- Yutanovka